# Macrosphenus kretschmeri
Macrosphenus kretschmeri là một loài chim trong họ Macrosphenidae.